# Flips and Flops
Flips and Flops é uma curta-metragem mudo norte-americano de 1919, do gênero comédia, dirigido por Gilbert Pratt e estrelado por Harold Lloyd.

## Elenco
- Jimmy Aubrey - Jimmy

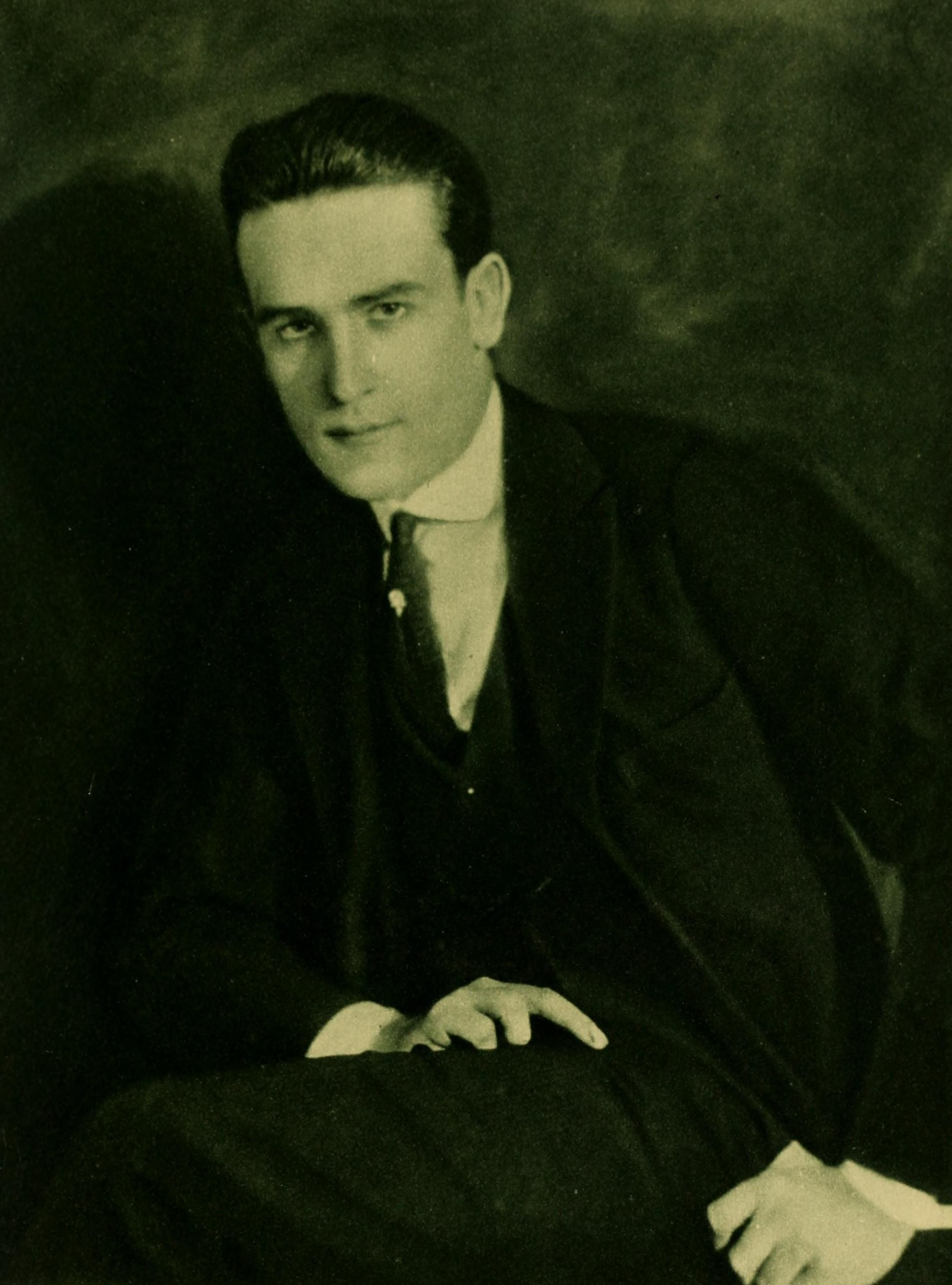
Harold Lloyd

- Oliver Hardy - Sr. Jipper (como Babe Hardy)
- Richard Smith